# Pláticas de familia (1878–2003)
Pláticas de familia (1878–2003) ist das dritte Buch des ehemaligen spanischen Ministerpräsidenten  Leopoldo Calvo-Sotelo Bustelo. Das Buch, das bisher nicht ins Deutsche übersetzt worden ist,  erschien 2001 in Madrid.
Der Titel zitiert einen Vers von José Zorrilla y Moral, ein von Calvo-Sotelo Bustelo geschätzter Autor.

## Inhalt
In dem Buch geht es um die Familiengeschichte und die Erinnerungen des Autors, der mit erst sieben Jahren verwaist war, um seine Kindheit, die Studienzeit an der Fachhochschule für Bauingenieurwesen und erste Berufserfahrungen bei Renfe, Perlofil S.A. und der Unión Española de Explosivos. Der politische Hintergrund der Transition in Spanien und die parteipolitischen Erfahrungen des Autors spielen in den Memoiren eine bedeutende Rolle. Calvo-Sotelo Bustelo spielte eine entscheidende Rolle nach der Niederschlagung des von Antonio Tejero angezettelten Putschs, bei der Überwindung des Erbes der Franco-Diktatur und der Etablierung der Demokratie in Spanien.
Der Autor berichtet über diverse Mitglieder der Familie, die in der Geschichte Spaniens eine gewisse Rolle spielten, z. B. sein Vater Leopoldo Calvo Sotelo, ein unabhängiger Monarchist, sein liberaler Großvater Ramón Bustelo, sein konservativer Onkel José Calvo Sotelo, sein Großonkel Adolfo Vázquez, Gründer der ersten Freimaurerloge in Uruguay, seine Onkel Francisco Bustelo, Ingenieur, und Joaquín Calvo Sotelo der Dramatiker, sein Schwiegervater José Ibáñez Martín, Minister unter Franco, und sein Schwager Fernando Morán, ein sozialistischer Politiker.
Außerdem berichtet er über Begegnungen mit Juan de Borbón, Federico Silva, Alfonso Osorio, der erste Ministerpräsident nach Ende des Franco-Regimes und Gonzalo Fernández de la Mora, spanischer Politiker und Diplomat.

## Publikationsgeschichte
Der Autor recherchierte im Vorfeld seines Buchs in verschiedenen Archiven und in der Spanischen Nationalbibliothek.
Das Buch wurde von seinem Cousin Carlos Bustelo, Politiker der Transition, und dem Journalisten Justino Sinova im historischen Restaurant Lhardy am 3. Dezember 2003 in Madrid vorgestellt.

## Ausgaben
- Leopoldo Calvo Sotelo: Pláticas de familia 1878–2003. Madrid: Esfera de los Libros 2003. ISBN  978-84-9734147-9

Das Buch enthält 51 Fotografien mit vorrangig familiärem Charakter.